# دوف ليور
دوف ليور وبالأصل دوف ليفاند (بالعبرية: דוב ליאור‏) هو حاخام وكاتب إسرائيلي، ولد في 30 أكتوبر 1933 في Jarosław ‏ في بولندا.
ليئور هو مستوطن غير قانوني في اراضي الضفة الغريبة حيث شغل منصب الحاخام الأكبر لمستوطيني الخليل الغير قانونيين وفي مستوطنة كريات أربع الغير قانونية في جنوب الضفة الغربية حتى أواخر عام 2014. وهو رئيس يشيفا الدينية " كريات أربع هسيدر يشيفا" ويرأس "مجلس حاخامات يهودا والسامرة[الضفة الغربية]".
وهو علم للتطرف الديني والقومي في إسرائيل، وقد دعا في مناسبات متعددة إلى العنف والتطهير العرقي للفلسطينيين من أرضهم وأعرب عن دعمه للقتلة الجماعيين واتاح دينيا الابادة الجماعية في غزة بموجب القانون التلمودي.

## حياته وأصله
ولد دوف ليفاند (لاحقًا ليئور) لعائلة بيلز الحسيدية، وهو ابن لموشيه ليفاند، في ياروسلاف، غرب غاليسيا، بولندا. خلال الحرب العالمية الثانية، هرب مع عائلته من النازيين إلى الاتحاد السوفيتي. لقد توغلوا في عمق الأراضي السوفييتية، بما في ذلك سيبيريا وكازاخستان، وعانوا من الجوع والمرض ومات والديه. وفي عام 1944، تم وضعه في دار للأيتام للمواطنين البولنديين. وفي عام 1945 وصل إلى بولندا. وباستخدام هوية مزورة، تمكن من العبور إلى منطقة الاحتلال الأمريكي في ألمانيا، حيث تعمل المؤسسات اليهودية. وهناك، التقى بأخيه الأكبر الذي خدم في الجيش الأحمر أثناء الحرب، بينما انضم أخ آخر كان معه أثناء الحرب إلى حركة هشومير هتسعير وهي احدى اول الميلشيات اليهودية الاستعمارية في فلسطين. تم وضع دوف في دار للأطفال اليهود حيث بدأ بدراسة اللغة العبرية.
في عام 1947، كان دوف أحد ركاب سفينة SS Exodus، التي اعترضتها البحرية الملكية بعد تحدي الحصار البريطاني لفلسطين. قام البريطانيون بترحيله هو واللاجئين الآخرين إلى ألمانيا. وتمكن في النهاية من الوصول إلى فلسطين الانتدابية على متن السفينة "نجبا" التي وصلت قبل أسابيع قليلة من قيام دولة إسرائيل.
وبمجرد وصوله إلى هناك، قام بتغيير لقبه إلى "ليور" العبري.
خدم في الجيش الإسرائيلي لمدة شهر عام 1964 وتزوج من بيتيا جولدبرجر عام 1960 التي توفيت بالسرطان عام 1988. وتزوج فيما بعد من إستير أرملة إفرايم شاحور.
لديه 11 ابنا و55 حفيدا واثنين من أبناء الأحفاد. وصل شقيقاه إلى إسرائيل من بعده، وانضما إلى الميلشيا الاستعمارية هشومير هتسعير في كيبوتس هماعفيل .

## مواقفه
صرح ليور بأن قتل غير اليهود أثناء الحرب مسموح به بموجب الشريعة اليهودية. وأكد أن النساء اليهوديات لا ينبغي لهن استخدام الحيوانات المنوية التي تبرع بها رجل غير يهودي، وأن الطفل المولود من خلال مثل هذا التلقيح سيكون لديه "الصفات الوراثية السلبية التي تميز غير اليهود"، وأنه "إذا لم يكن الأب يهوديًا، فما هي السمات الشخصية التي يمكن أن يتمتع بها؟ سمات القسوة والهمجية".
في عام 2007، معلقًا على وضع اللاجئين الأفارقة في إسرائيل، قال ليور إن القضية الأكثر أهمية هي وضع المستوطنين اليهود - الذين أطلق عليهم "اللاجئين" - الذين طردوا من غزة في عام 2005.
شهد كبار الحاخامات أن دوف كان مصدر الأحكام التي وصفت رئيس الوزراء الراحل إسحاق رابين بأنه روديف وموسر (خائن يعرض حياة اليهود للخطر). ومن المعروف أن قاتل رابين، ييجال أمير، زار ليور. كما التقى باروخ جولدشتاين بليئور. وبعد أن قتل جولدشتاين 29 من المصلين الفلسطينيين في كهف البطاركة، أعلن ليور أنه "مقدس مثل شهداء الهولوكوست".
في يونيو/حزيران 2011، اعتقلت الشرطة الإسرائيلية لييئور واستجوبته للاشتباه في تحريضه على العنف لتأييده كتابًا دينيًا، توراة الملك، الذي يعطي اليهود الإذن بقتل الأبرياء غير اليهود، بما في ذلك الأطفال.وقد تم استدعاء لييئور للاستجواب من قبل السلطات، لكنه رفض الحضور. اندلعت مظاهرات عفوية في القدس وحولها حيث تجمع أنصاره غاضبون في أجزاء مختلفة من المدينة وعلى الطريق رقم 1 للاحتجاج على اعتقال لييئور. أدان الحاخامان الرئيسيان الإسرائيليان يونا ميتزجر وشلومو عمار الاعتقال باعتباره "إهانة جسيمة لشرف حاخام مهم"، ووقع 25 عضوًا من أعضاء الكنيست على عريضة تدين الاعتقال باعتباره "مخزيًا" وبأنه من تدبير نائب المدعي العام شاي نيتسان. تم إطلاق سراح ليور بعد ساعة من الاستجواب.
في سبتمبر 2011، صرح ليور بأن العرب "راكبو جمال أشرار".
في عام 2012، أشار ليور إلى الرئيس الأمريكي باراك أوباما بما قد يكون إهانة عنصرية، "كوشي الغرب" - وهو ما يشبه الاستخدام المهين الحديث لكلمة زنجي في سياقات معينة - وشبهه بالعدو الإبادي لليهود، هامان. كما قارن زعماء أوروبا الغربية بالمتعاونين مع النازيين.
في يوليو 2014، قال إنه من المقبول قتل المدنيين الفلسطينيين وتدمير قطاع غزة بالكامل من أجل حماية الشعب اليهودي في الجنوب.
في نوفمبر 2015، خلال تأبين في جنازة في القدس لأب وابنه قُتلا في الضفة الغربية، قال ليور عن هجمات باريس: "إن الأشرار في أوروبا الملطخة بالدماء يستحقون ذلك لما فعلوه بشعبنا قبل 70 عامًا".
في يوليو 2024، خرج ليور مع العديد من حاخامات المجتمع الصهيوني الديني اليميني ضد صفقة الرهائن. 